# Association nationale des industries alimentaires
L’Association nationale des industries alimentaires (ANIA), est une organisation professionnelle créée en 1968, et un lobby regroupant 20 fédérations sectorielles et 21 associations régionales de l’industrie agroalimentaire en France. Les entreprises n’y sont pas directement adhérentes, mais peuvent y être doublement affiliées de par leur adhésion à leur fédération sectorielle et/ou leur association régionale, telle l'Association bretonne des entreprises agroalimentaires.
Fin 2009, cette organisation décide de se désaffilier du Medef qu'elle réintègre en 2013.
En 2011, l'ANIA indique représenter 10 282 entreprises, pour la plupart des PME et des grands groupes agro-industriels comme Coca-Cola, Danone, Mars, Kellog’s, Nestlé ou Lactalis. Elle est présidée depuis juin 2021 par Jean-Philippe André, président du directoire d'Haribo France, pour un mandat de trois ans. Son conseil d'administration est composé de 49 personnes du monde de l'industrie agroalimentaire. Elle est présente dans diverses commissions gouvernementales, telles que le Conseil national de l'alimentation (CNA).
Fin mai 2024, la Fédération nationale des industries laitières (Fnil), qui rassemble 100 entreprises dont les poids lourds Lactalis, Danone, Savencia et Bel, premier contributeur de l’Ania (« entre 15% et 20% du budget ») et le syndicat professionnel Brasseurs de France décident de cesser leur adhésion.

## Communication
L'ANIA prend position en 2018 pour défendre les emballages alimentaires plastiques, rejeter une taxation des produits alimentaires salés, et dénoncer un « marketing de la panique ». Elle souhaite agir contre une « destruction massive de l'alimentation ».

## Activité de lobbying

### En France
En 2018 et 2019, l'ANIA déclare à la Haute Autorité pour la transparence de la vie publique exercer des activités de lobbying en France pour le compte de 25 clients, et pour un montant qui n'excède pas 300 000 euros.
En 2016, son lobbyisme auprès des députés a été mis en valeur lors de l'émission de Cash Investigation : « Industrie agro-alimentaire : business contre santé » qui a révélé son existence au grand public. L’ANIA, sous la voix de sa directrice Catherine Chapelain et d’un membre du bureau, Robert Volut, est opposée au logo nutritionnel 5 couleurs Nutri-score élaboré par le président du Plan national Nutrition et Santé Serge Hercberg, jugé pourtant le plus efficace par l’INRA. Selon Le Figaro, l'ANIA a mené une campagne de lobbying importante contre le Nutri-score, allant jusqu'à fournir des amendements clés en main à des parlementaires.
L'ANIA contribue au financement du club parlementaire « Club de la table française » via le cabinet de lobbying Com'Publics.
L'ANIA déploie en 2020 des efforts importants pour contrer la proposition de la Convention citoyenne pour le climat visant à interdire les publicités pour des aliments « nutritionnellement désastreux pour la santé ».
Elle s'oppose en 2023 au Conseil national de l'alimentation, notamment sur la réglementation de la publicité et l'augmentation du nombre de menus végétariens dans les restaurations collectives. Sa directrice de la communication rejoint cette année-là le ministère de l’Agriculture en qualité de conseillère du ministre Marc Fesneau.

### Auprès des institutions de l'Union européenne
L'ANIA est inscrite depuis 2013 au registre de transparence des représentants d'intérêts auprès de la Commission européenne. Elle déclare en 2015 pour cette activité des dépenses d'un montant inférieur à 10 000 euros.

## Sanction
En janvier 2024 l'ANIA est condamnée à une amende de 2,7 millions d’euros par l’Autorité de la concurrence dans une affaire d’entente autour de la communication sur la présence de bisphénol A dans les conserves et canettes. Jean-Philippe André a indiqué qu’il contesterait la décision.

## Présidents
- 2018-2021 : Richard Girardot, ancien président de Nestlé France
- 2021- : Jean-Philippe André, président du directoire d'Haribo France. Il ne souhaite pas se représenter à la fin de son mandat (20 juin 2024). Le seul candidat déclaré à sa succession est Jean-François Loiseau, cultivateur du Loir-et-Cher, président de la coopérative Axéréal et de l’Association nationale de la meunerie française[16],[3].

## Concurrence
Longtemps tête de pont de l’agroalimentaire en France, l’Ania doit de plus en plus composer avec d’autres lobbys du secteur.
La Coopération agricole défend les intérêts des coopératives, l’Institut de liaison des entreprises de consommation (Ilec) rassemble de grands groupes de l’alimentaire mais aussi de l’hygiène-beauté (Herta, McCain, L’Oréal...), la Fédération des entreprises et entrepreneurs de France (Feef) représente des PME et ETI.
Il y a aussi depuis peu Pact’Alim, qui se présente comme porte-parole des PME et ETI françaises de l’agroalimentaire, dont Bonduelle, Daunat et Andros. C’est le nouveau nom de l’Association des entreprises de produits alimentaires élaborés (Adepale), qui avait quitté l’Ania en 2020 (après déjà une brève rupture en 2010 sur fond de cotisations jugées trop élevées). L’Adepale jugeait alors l’Ania trop tournée vers les problématiques des multinationales.